# Rečnik srpskohrvatskog književnog i narodnog jezika
Rečnik srpskohrvatskog književnog i narodnog jezika (Wörterbuch der serbokroatischen Literatur- und Volkssprache), oft nur Rečnik SANU (SANU-Wörterbuch), ist ein noch nicht beendetes Standardwörterbuch der serbokroatischen Sprache im štokavischen Dialekt mit seinen beiden Varianten des Ekavischen und Ijekavischen. Bis 2015 wurden in der Bearbeitung bis zum Buchstaben P 19 Bände herausgebracht. Insgesamt soll das komplette Werk einmal 35 Bände umfassen. Das Wörterbuch wird vom Institut für Serbische Sprache der Serbischen Akademie der Wissenschaften und Künste (SANU) herausgebracht und wurde 1959 begonnen. Es gilt als umfangreichstes Wörterbuch einer slawischen Sprache.

## Geschichte
Das Wörterbuch wurde erstmals 1888 von Stojan Novaković initiiert, indem er am 10. September 1888 anlässlich des hundertsten Geburtstages von Vuk Stefanović Karadžić in der Einführungsrede an der Serbischen Akademie die Ausarbeitung eines großen Nationalen Wörterbuches der zeitgenössischen serbischen Sprache vorschlug. Sie sollte deren Entwicklung seit der Zeit Dositej Obradović und Vuk Stefanović Karadžić abdecken.
Der Titel des Werkes wechselte danach vielfach: im 19. Jh. - Akademijski srpski rečnik und Rečnik književnog jezika srpskoga; Anfang des 20. Jh. - Akademijski rečnik narodnoga i književnoga jezika, 1913 - Srpski rečnik književnoga i narodnoga jezika, 1915 - Rečnik književnog jezika srpskoga, bis 1938 - Rečnik narodnog književnog jezika srpskohrvatskog. 1944 - Rečnik srpskoga književnog i narodnog jezika, 1953 - Rečnik srpskohrvatskog književnog jezika. 1959 bekam das Wörterbuch der SANU den Namen Rečnik srpskohrvatskog književnog i narodnog jezika.

## Umfang
Etwa 450.000 Schlagwörter sollen in über 30 Bänden erläutert werden. Zum Vergleich hat das OED (Oxford English Dictionary) vergleichsweise 600.000 Stichwörter, das Deutsche Wörterbuch 320.000.
Mit dem 18 Band wurden 200.000 Wörter behandelt, der Buchstabe O umfasst 10.000 Begriffe. Nach Erscheinen des 19. Bandes wurden 250.000 Lexeme abgehandelt, was in etwa die Hälfte des zukünftigen Endumfanges bedeutet.
Der multinationale Charakter des Wörterbuches wird durch die 8. mio Karteikarten, die seit dem 19. Jh. für das Werk gesammelt wurden deutlich, die aus den heutigen Sprachgebieten des Bosnischen, Kroatischen, Montenegrinischen und Serbischen entstammen.
Im 17 Band wird beispielsweise das Lexem oko (dt. um, Auge) in 180 phraseologischen Varianten und Idiomen abgehandelt, das 12 Seiten zweispaltigen dichtgedrängten Text umfasst. Mit dem 19 Band wurden die Lexeme mit dem Anfangsbuchstaben P begonnen, die in 165 Schachteln mit jeweils 4000–4500 Karteikarten einen Umfang von 5–8 Bänden einnehmen werden.

## Besonderheit
Das Wörterbuch hat auch nach dem Zerfall der jugoslawischen Föderation seinen ursprünglichen Titel und Zweck beibehalten. Es beinhaltet demnach sowohl Wörter, die kroatischen als auch serbischen Autoren entstammen. Den Term serbokroatische Sprache hatte 1824 zuerst Jacob Grimm geprägt, der 1836 von  Jernej Kopitar übernommen wurde. Seit 1854 fand sich dieser auch in kroatischen-, 1865. in deutschen, 1867. in italienischen, 1869. in französischen sowie 1883. in englischen Grammatiken. Aufgrund dieser historischen Begriffsprägung plädiert unter anderen Ivan Klajn den ursprünglichen Titel des Wörterbuchs beizubehalten, obwohl zwischenzeitlich viele Fakultäten separate Lehrstühle für Serbisch und Kroatisch führen.

## Einzelbände
Da das Wörterbuch in kyrillischer Schrift gedruckt wird, gilt eine von der bei Lateinschrift üblichen abweichende alphabetische Reihenfolge.
- Bd. 1 1959. - 694 S. 1: A - Bogoljub
- Bd. 2 1962. - 800 S. 2: Bogoljub - Vražogrnci
- Bd. 3 1962. - 794 S. 3: vraznuti - guščurina
- Bd. 4 1966. - 798 S. 4: D - dublja
- Bd. 5 1968. - 798 S. 5: Duiuljan - zaključiti
- Bd. 6 1969. - 798 S. 6: zaključnica - zemljen
- Bd. 7 1971. - 798 S. 7: zemljenast - intoniranje
- Bd. 8 1973. - 800 S. 8: intonirati - Jurʹe
- Bd. 9 1975. - 800 S. 9: jurget - kolitva
- Bd. 10 1978. - 800 S. 10: koliti - kukutica
- Bd. 11 1981. - 800 S. 11: kukuška - makva
- Bd. 12 1984. - 800 S. 12: makven - mozurica
- Bd. 13 1988. - 800 S. 13: moire - naklapuša
- Bd. 14 1989. - 800 S. 14: naklasati - nedoturo
- Bd. 15 1996. - 799 S. 15: nedošuiav - nokavac
- BD. 16 2001. - 781 S. 16: nokaš - odvrzivaši
- Bd. 17 2006. - 800 S. 17: odvrkao - Opovo
- Bd. 18 2010. - 800 S. 18: opovrgavanje - ocariti
- Bd. 19 2014. - 800 S. 19: ocat - petoglasnik
- Bd. 20 2018. - xxx S. 20: petogodan - pogdegod

## Weblink
- Offizielle Seite des Projekts, Institut za Srpski jezik Речник САНУ